# Công viên Henryk Dąbrowski ở Bydgoszcz

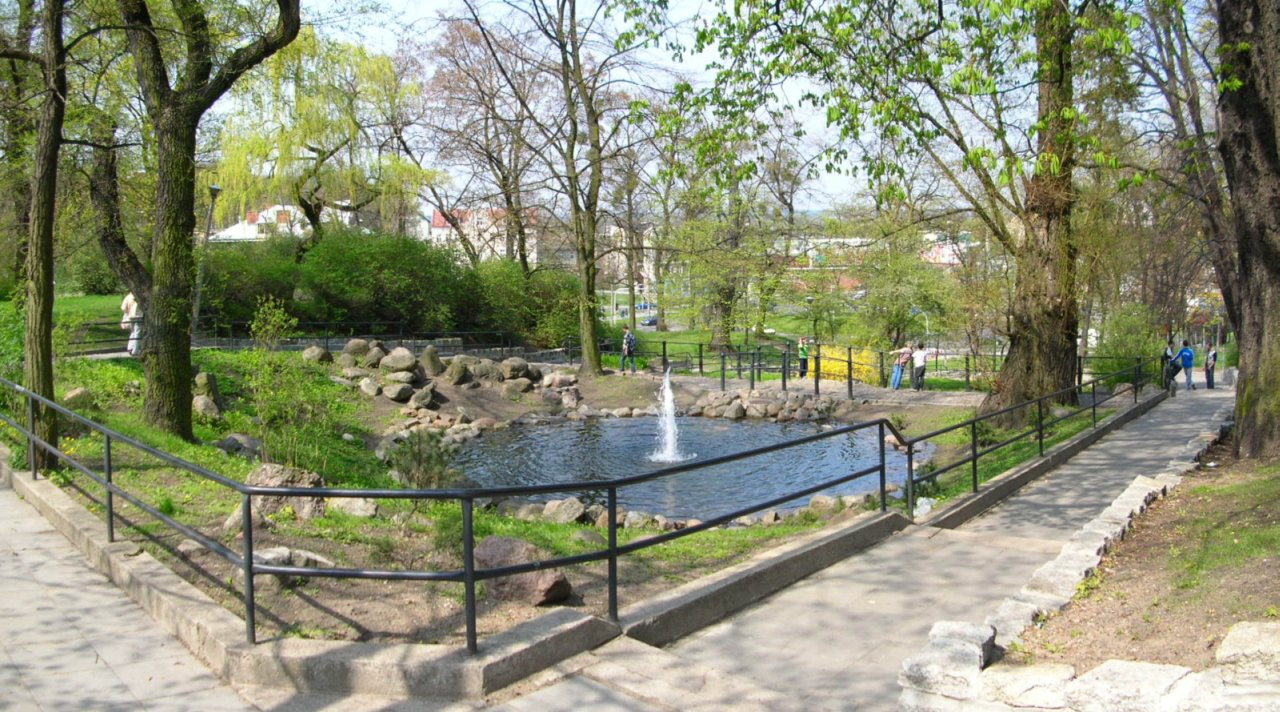
Công viên Henryk Dąbrowski ở Bydgoszcz.

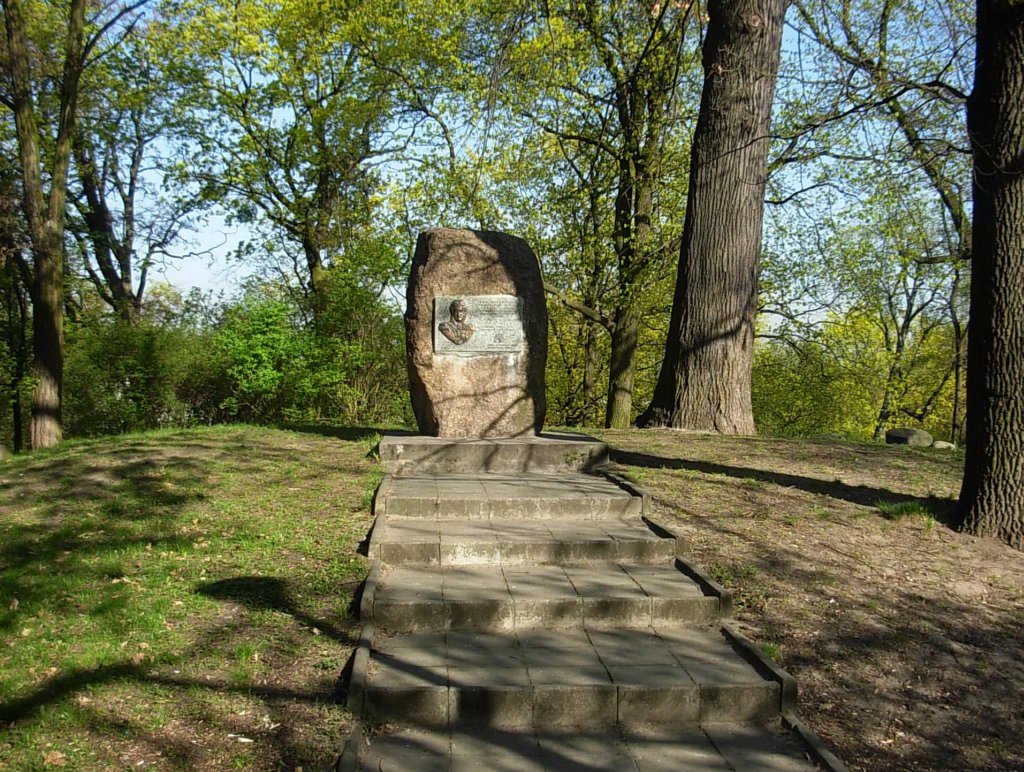
Đài tưởng niệm Tướng Henryk Dąbrowski.

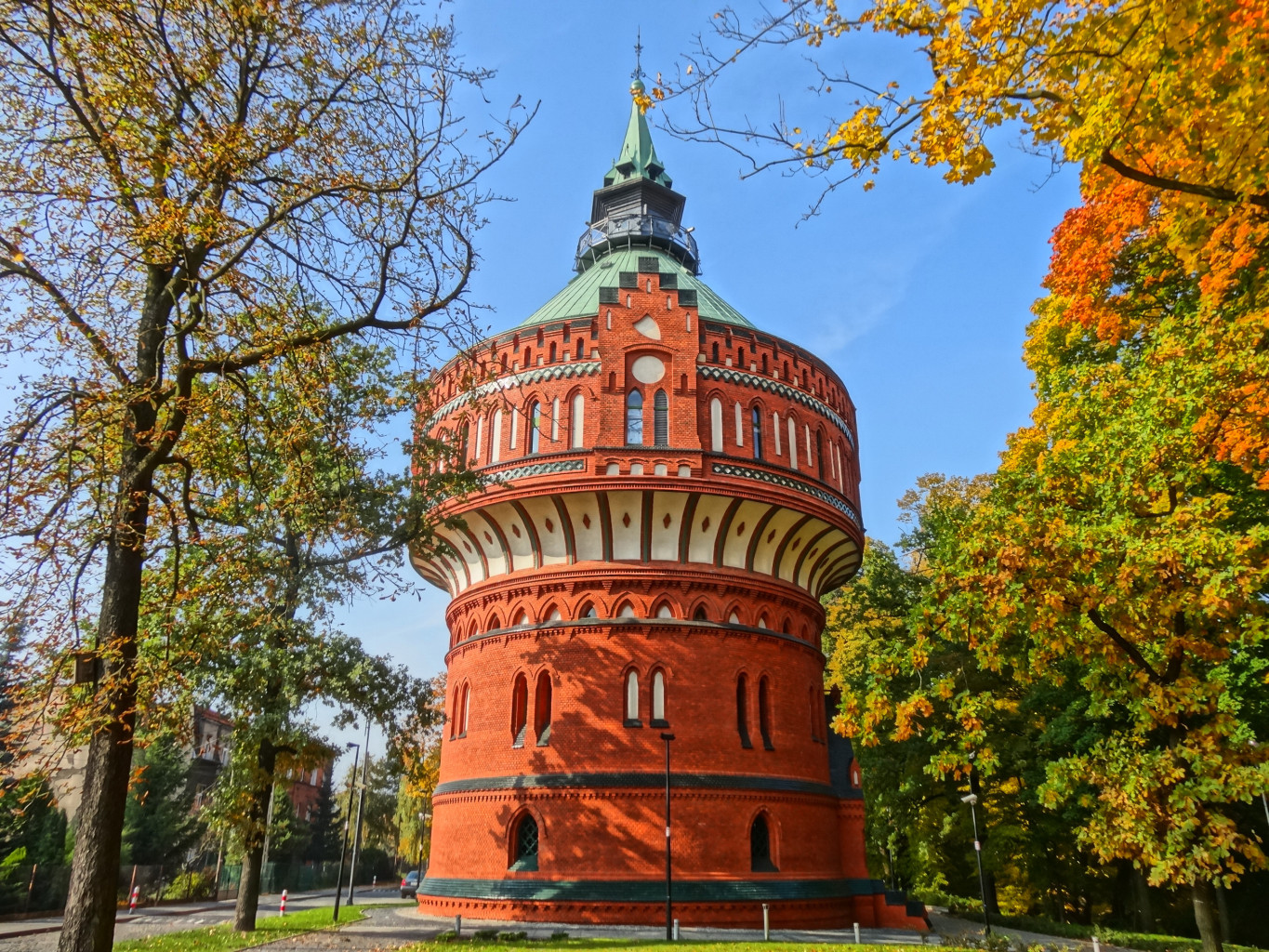
Tháp nước ở Bydgoszcz (2013)

Công viên Henryk Dąbrowski ở Bydgoszcz (tiếng Ba Lan: Park Henryka Dąbrowskiego w Bydgoszczy) là một trong những công viên ở thành phố Bydgoszcz, Ba Lan, được thành lập vào năm 1832 và có tổng diện tích là 2,89 ha. Công viên tiếp giáp với 4 con phố: Filarecka, Grudziądzka, Podgórna và Stroma. Các địa danh khác nằm trong công viên là Tháp nước ở Bydgoszcz và Bảo tàng Công trình nước ở Bydgoszcz (nằm trong tháp nước).

## Lịch sử
Công viên được chính quyền thành phố thành lập vào năm 1832. Người sáng lập là chủ tịch thành phố Bydgoszcz lúc bấy giờ - Carl von Wissmann. Năm 1900, một tháp nước cao được xây dựng với một phòng trưng bày ở trên đỉnh tháp. Từ đỉnh tháp, du khách có thể ngắm nhìn toàn bộ thành phố Bydgoszcz và khu vực xung quanh. Có tính phí để đến phòng trưng bày. Phòng trưng bày này chính thức mang tên Bảo tàng Công trình nước ở Bydgoszcz vào năm 2012.
Cùng phát triển với dòng lịch sử, công viên thay đổi tên qua từng thời kỳ:
- 1844–1920: Công viên Wissmannshöhe (tên tiếng Đức của Carl von Wissmann, chủ tịch nhiếp chính Bydgoszcz).
- 1920–1939: Công viên Tướng Henryk Dąbrowski (Tướng Jan Henryk Dąbrowski là người giải phóng Bydgoszcz khỏi Phổ trong Khởi nghĩa Kościuszko vào năm 1794).
- 1939–1945: Công viên Wissmannshöhe
- 1945–2019: Công viên trên Đồi Dąbrowski[5]
- Từ tháng 6 năm 2019: Công viên Henryk Dąbrowski[5]

## Khám phá
Công viên sở hữu hai ao nước, nhiều lối đi và bậc thang. Ngoài ra, nơi đây còn có khoảng 50 loài cây như cây phong, cây hạt dẻ, cây sồi, hay cây sung. Một số địa điểm nổi tiếng tại đây bao gồm:
- Tháp nước ở Bydgoszcz: được xây dựng vào năm 1900 để điều chỉnh áp suất trong hệ thống cấp nước thành phố.[1] Từ năm 1990, đây là địa điểm tổ chức các sự kiện văn hóa và nghệ thuật. Thiết kế độc đáo của tòa tháp càng làm tăng thêm vẻ đẹp cho Công viên.
- Bảo tàng Công trình nước ở Bydgoszcz (đặt trụ sở trong Tháp nước ở Bydgoszcz).[3]
- Đài tưởng niệm Tướng Henryk Dąbrowski.

## Hình ảnh

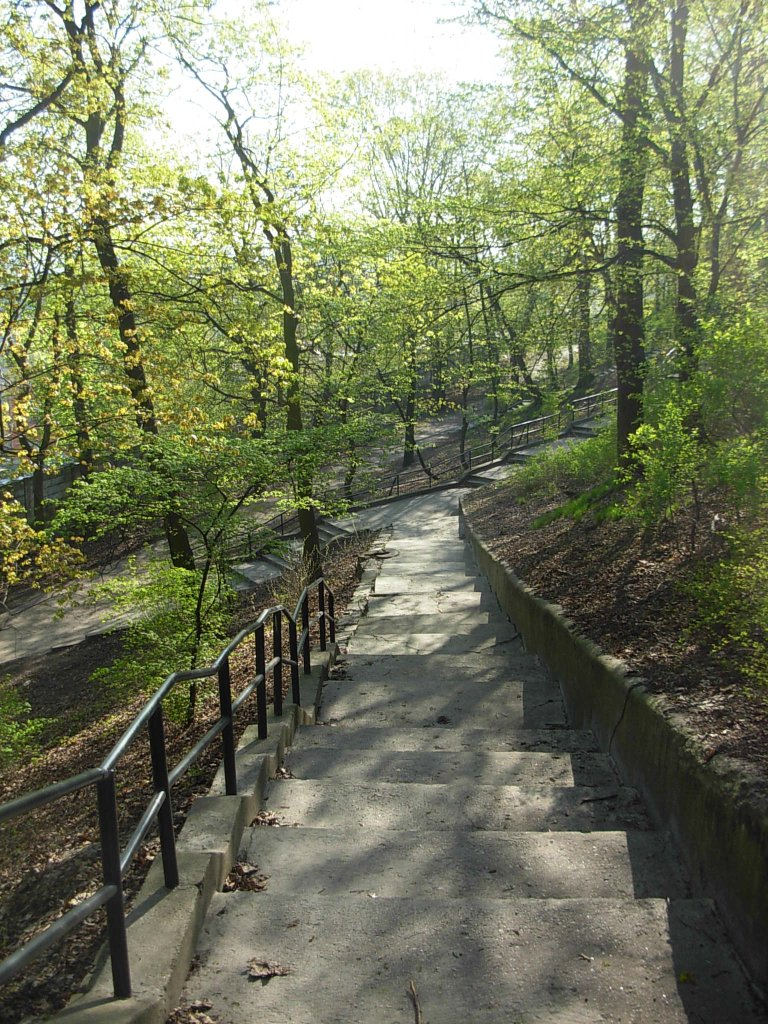
Cầu thang
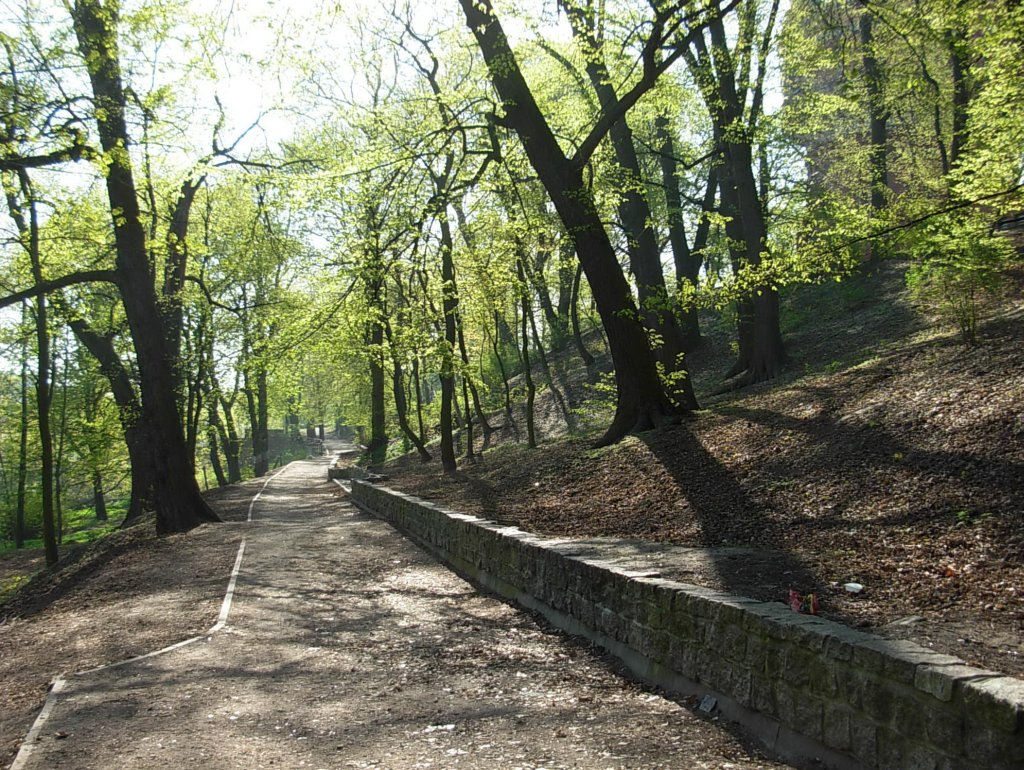
Làn đường
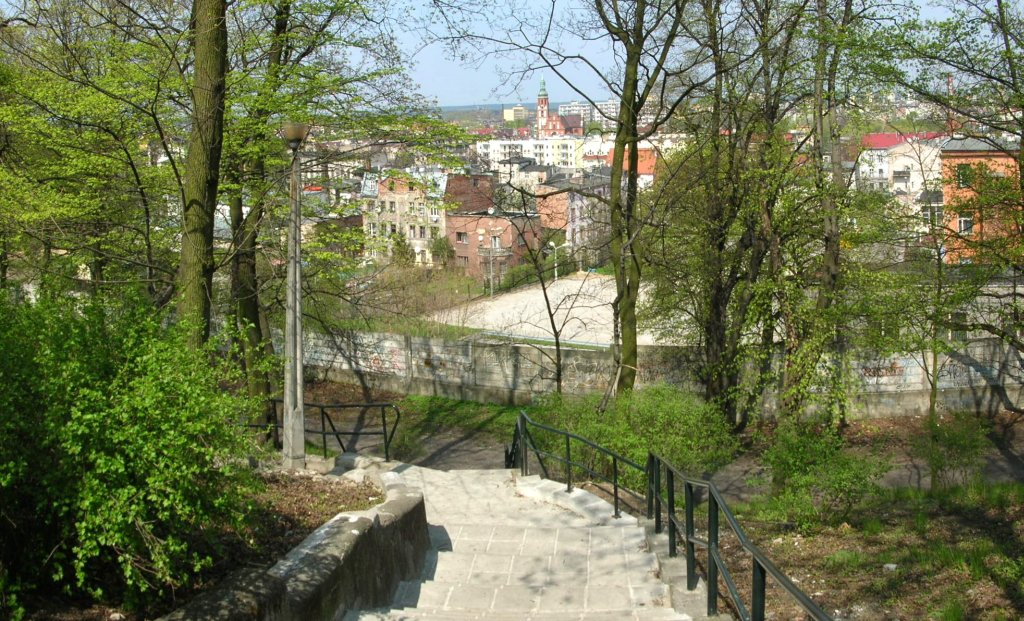
Nhìn ra thành phố
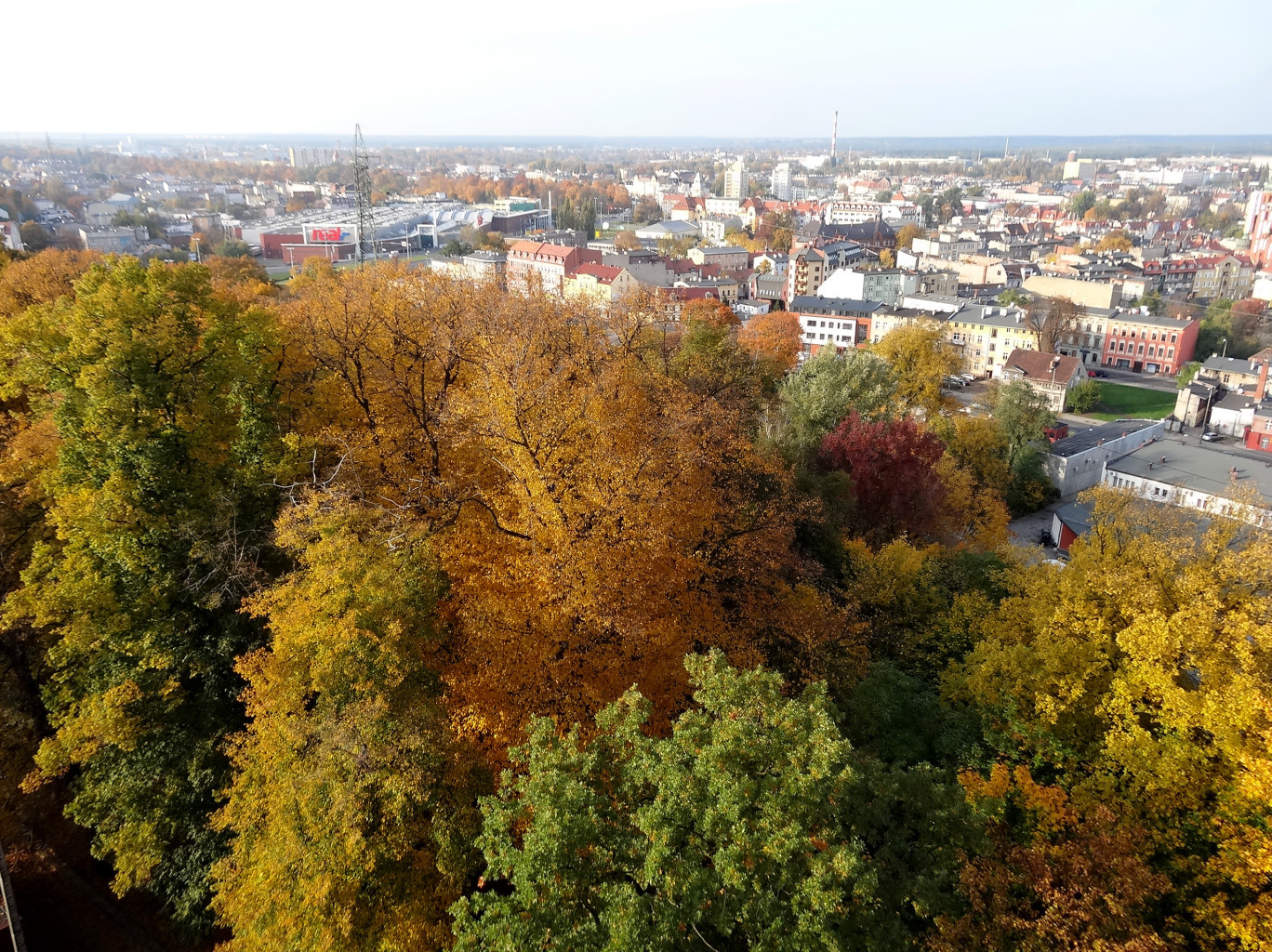
Nhìn từ tòa tháp nước